# شیب زیرآستانه
شیب زیرآستانه (به انگلیسی: subthreshold slope) یکی از ویژگی‌های مشخصه جریان-ولتاژ ماسفت است.
در ناحیه زیرآستانه، رفتار جریان درین - اگرچه توسط پایانه گیت کنترل می‌شود - شبیه جریان کاهشی نمایی یک دیود با بایاس مستقیم است؛ بنابراین، نمودار جریان درین برحسب ولتاژ گیت با ولتاژهای درین، سورس، و بدنه ثابت، رفتار تقریباً خطی‌لگاریتمی را در این وضعیت عملیاتی ماسفت نشان می‌دهد. شیب آن شیب زیرآستانه است.
شیب زیرآستانه نیز مقدار وارون Ss-th دامنه‌نوسان زیرآستانه است که معمولاً به صورت زیر داده می‌شود:
{\displaystyle S_{s-th}=\ln(10){kT \over q}\left(1+{C_{d} \over C_{ox}}\right)}
{\displaystyle C_{d}} = ظرفیت‌خازنی لایه تخلیه
{\displaystyle C_{ox}} = ظرفیت‌خازنی اکسید-گیت
{\displaystyle {kT \over q}} = ولتاژ گرمایی
حداقل دامنه‌نوسان زیرآستانه یک افزاره مرسوم را می‌توان با فرض کردن  {\displaystyle \textstyle {C_{d}}\rightarrow 0} و/یا {\displaystyle \textstyle {C_{ox}}\rightarrow \infty } پیدا کرد، که بازده {\displaystyle S_{s-th,\min }=\ln(10){kT \over q}} (معروف به حد گرمایونی) و ۶۰ میلی‌ولت بر دهه (mV/dec) در دمای اتاق (۳۰۰ کلوین). یک دامنه‌نوسان زیرآستانه آزمایشی نمونه برای یک ماسفت مقیاس‌پذیر در دمای اتاق، ۷۰~ میلی‌ولت بر دهه است که به دلیل مقادیرپَراکنده ماسفت کانال کوتاه کمی کاهش‌یافته است.
یک دهه (دَه‌دَهی) مربوط به افزایش ۱۰ برابری جریان درین ID است.
افزاره‌ای که با شیب زیرآستانه‌ای تند مشخص‌سازی می‌شود، گذار سریع‌تر بین حالت‌های خاموش (جریان کم) و روشن (جریان زیاد) را نشان می‌دهد.